# Élevage bovin en Australie
L'élevage bovin en Australie est une composante importante de l'agriculture australienne et sa progression ne peut que la renforcer dans les années à venir.

## Historique

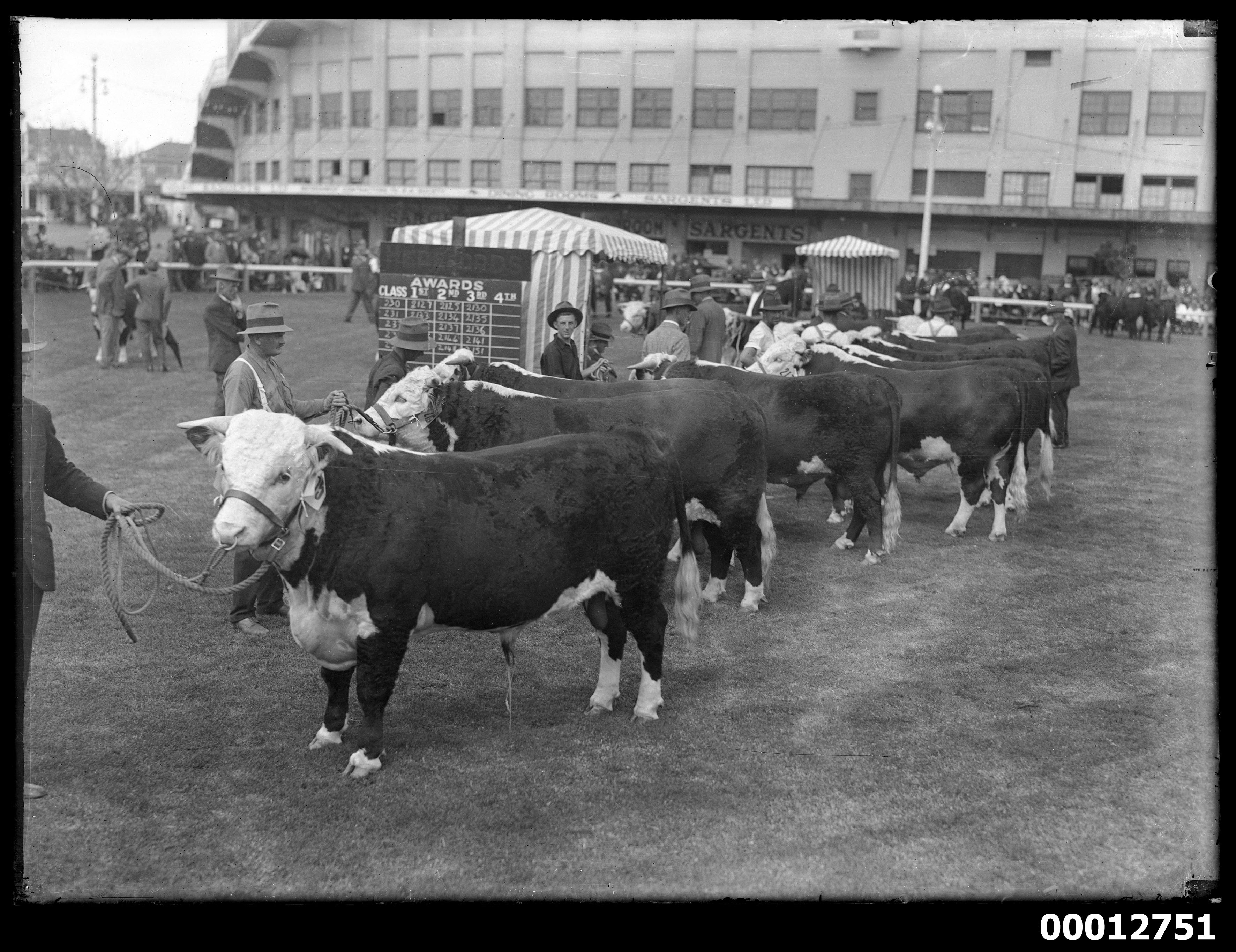
Concours de hereford à Sydney en 1935.

L'espèce Bos taurus n'existait pas en Australie avant l'arrivée des Européens. Cette arrivée est celle de la fondation de Sydney, le 26 janvier 1788. Les premiers bovins débarqués à cette date venaient de Grande-Bretagne, destinés initialement à l'Afrique du Sud. Ce troupeau de neuf vaches et deux taureaux va servir à développer un petit élevage destiné à l'alimentation de la garnison. Des bagnards libérés vont devenir fermiers et l'essor de l'agriculture australienne va commencer.
En 1815, une sécheresse va sévir autour de Sydney, poussant les éleveurs à emmener leur troupeau paître dans la région d'Illawarra. Le relief difficile va favoriser le marronnage de quelques animaux qui vont se métisser. La capture ultérieure de ces animaux sera la base génétique de la création de la première race bovine australienne, l'illawarra. Les importations de races britanniques vont continuer, développant un élevage semblable à l'élevage bovin aux États-Unis: de grands troupeaux en zone de savane en élevage extensif. Cet élevage va rester essentiellement destiné à la consommation nationale, l'exportation étant assurée par la laine des moutons (le fromage et la viande ne supportent pas le voyage de plusieurs mois en bateau).
Deux phénomènes vont révolutionner cet élevage :
- La création de la chimie du textile va diminuer le besoin en laine et donc réduire les profits des éleveurs de moutons. Le développement des moyens frigorifiques va aider à la reconversion vers l'exportation de viande.
- La Seconde Guerre mondiale va mettre l'Australie au premier plan pour la reconquête des archipels de l'océan Pacifique. Le besoin en produits alimentaires pour ravitailler les troupes combattantes va faire décoller l'élevage extensif, peu demandeur en main d'œuvre. Au retour de la paix, la reconstruction du Japon, puis le décollement économique de l'Asie du Sud-Est va créer un marché en pleine croissance.

Face à la hausse de la demande, les surfaces de pâturage vont devenir exiguës. Les zones irrigables étant dévolues aux cultures céréalières ou fruitières. Pour conquérir d'autres zones, des zébus d'Afrique du Sud, du Pakistan ou d'Inde doivent être importés. Leur capacité à valoriser les zones de climat tropical sec va permettre de développer la zone d'élevage vers le nord aride.
Aujourd'hui, l'élevage bovin est en excellente santé économique et participe à l'excédent du commerce extérieur australien.

## L'élevage à viande

### Types de mise en valeur
- Le ranching : L'élevage extensif en grands troupeaux a très tôt été développé pour valoriser les immenses savanes très peu peuplées. Les races britanniques ont fait merveille, dopées par la suite par des croisements avec d'autres races européennes, puis zébuines.
- Les feed lots : Ce concept créé aux États-Unis est un élevage très intensif en grands parcs d'engraissement près des zones céréalières ou d'agro-industrie, utilisant les ressources locales ou les déchets de transformation en huile (tourteaux).

Les deux modes sont parfaitement complémentaires, l'un fournissant à l'autre des veaux sevrés et en bonne santé, l'autre libérant l'élevage extensif des bêtes à l'engraissement, permettant d'augmenter le troupeau de mères.
- L'élevage amateur : Des expérimentations sur une lignée de vaches de petite taille sélectionnées sur une vingtaine d'années, vont créer une race de très petite taille, l'Australian lowline. Elle est élevée pour sa viande, et son particularisme qui en fait un animal de compagnie ou une tondeuse écologique. D'autres races ont été sélectionnées pour donner des animaux de petite taille, mais elles ne sont pas officiellement reconnues.

### Les races bouchères
- Races britanniques : Angus, Devon, Galloway, Hereford, Longhorn, Shorthorn...
- Races européennes : Blonde d'Aquitaine, charolaise, chianina, Gelbvieh, limousine, piemontese, etc.
- Races de zébus : Afrikaner, Boran, Brahmane...
- Races créées en Australie : Murray Grey, Adaptaur Belmont, Beefmaker, Rouge Belmont, Droughtmaster...

## L'élevage laitier

### Création
Longtemps, cet élevage est resté marginal, cantonné autour des villes en expansion afin d'assurer l'approvisionnement des citadins. Le développement du marché mondial va entrainer la création d'un cheptel important associé à une industrie agroalimentaire puissante. Les races européennes puis indiennes seront mises à contribution de la même façon que pour l'élevage boucher.

### Les races laitières
- Races britanniques : Ayrshire, guernesey, Jersiaise
- Races européennes : Holstein
- Zébus : Sahiwal
- Races créées en Australie : Frisonne-sahiwal australienne, Zébu laitier australien